# Comuna Buza, Cluj
Buza (în maghiară Buza, în trad. "Grâu") este o comună în județul Cluj, Transilvania, România, formată din satele Buza (reședința) și Rotunda.

## Date geografice
Comuna Buza se află în nord-estul județului Cluj, la 80 de km de Cluj-Napoca, 50 de km de Dej și 35 de km de Gherla. Este situată la poalele Dealului Ascuțit, care aparține dealurilor Jimborului, fiind extinsă pe o suprafață de 2.937 ha, din care 415 ha intravilan și 2.522 ha extravilan.
Comuna numără 1.394 de locuitori, dintre care 1.213 în satul reședință de comună, Buza, și 176 în satul Rotunda.
Buza se învecinează cu comunele Țaga, Geaca, Cătina și Chiochiș, teritoriul comunei fiind traversat de râul Valea Buzei.

## Demografie
Componența etnică a comunei Buza
     Români (47,45%)
     Maghiari (42,27%)
     Romi (7,56%)
     Alte etnii (2,72%)
Componența confesională a comunei Buza
     Ortodocși (48,42%)
     Reformați (36,73%)
     Penticostali (6,59%)
     Adventiști (3,95%)
     Alte religii (1,41%)
     Necunoscută (2,9%)
Conform recensământului efectuat în 2021, populația comunei Buza se ridică la 1.138 de locuitori, în scădere față de recensământul anterior din 2011, când fuseseră înregistrați 1.264 de locuitori. Cei mai mulți locuitori sunt români (47,45%), cu minorități de maghiari (42,27%) și romi (7,56%). Din punct de vedere confesional, cei mai mulți locuitori sunt ortodocși (48,42%), cu minorități de reformați (36,73%), penticostali (6,59%) și adventiști (3,95%), iar pentru 2,9% nu se cunoaște apartenența confesională.

## Politică și administrație
Comuna Buza este administrată de un primar și un consiliu local compus din 9 consilieri. Primarul, Arpad Ciotlăuș[*], de la Uniunea Democrată Maghiară din România, este în funcție din 1 noiembrie 2024. Începând cu alegerile locale din 2024, consiliul local are următoarea componență pe partide politice:
|  | Partid                                 | Consilieri | Componența Consiliului | Componența Consiliului | Componența Consiliului |
|  | -------------------------------------- | ---------- | ---------------------- | ---------------------- | ---------------------- |
|  | Partidul Național Liberal              | 3          |                        |                        |                        |
|  | Uniunea Democrată Maghiară din România | 3          |                        |                        |                        |
|  | Alianța pentru Unirea Românilor        | 1          |                        |                        |                        |
|  | Partidul Social Democrat               | 1          |                        |                        |                        |
|  | Partida Romilor „Pro Europa”           | 1          |                        |                        |                        |

### Evoluție istorică
De-a lungul timpului populația comunei a evoluat astfel:
Buza - evoluția demografică

|  | Graficele sunt indisponibile din cauza unor probleme tehnice. Mai multe informații se găsesc la Phabricator și la wiki-ul MediaWiki. |

Date: Recensăminte sau birourile de statistică - grafică realizată de Wikipedia

## Economie
Cea mai importantă activitate economică este agricultura.
Un domeniu care are potențial economic în zonă este pomicultura, pe teritoriul comunei existând numeroase livezi de meri, cireși, pruni, nuci, caiși și vișini.
Agroturismul are de asemenea un potențial economic, în zonă existând mai multe situri arheologice care pot fi exploatate din punct de vedere turistic.